# 강남로 (양평군)
강남로(Gangnam-ro) 양평군 강하면에서 강상면 희망교를 잇는 도로이다.

## 주요 경유지
경기도
- 양평군 (강하면 . 강상면)

## 노선
| 이름                  | 접속노선                             | 소재지 | 소재지 | 비고 |
| --------------------- | ------------------------------------ | ------ | ------ | ---- |
| (이름없음)            | 지방도 제342호선 (산수로) 왕창로     | 양평군 | 강하면 |      |
| 운심교                |                                      | 양평군 | 강하면 |      |
| 강하교                |                                      | 양평군 | 강하면 |      |
| 전수교                |                                      | 양평군 | 강하면 |      |
| 바탕골삼거리          | 지방도 제333호선 (강하1로)           | 양평군 | 강하면 |      |
| 병산교                |                                      | 양평군 | 강상면 |      |
| 병산 교차로           | 제45호선 중부내륙고속도로 양근대교길 | 양평군 | 강상면 |      |
| 교평교                |                                      | 양평군 | 강상면 |      |
| 교평교차로            | 양평대교길                           | 양평군 | 강상면 |      |
| 강상면 사무소앞교차로 | 신화길                               | 양평군 | 강상면 |      |
| 강상 교차로           | 신화길                               | 양평군 | 강상면 |      |
| (이름없음) (연양2교)  | 강상로                               | 양평군 | 강상면 |      |
| 한갓터고개            |                                      | 양평군 | 강상면 |      |
| (이름없음)            | 세월길                               | 양평군 | 강상면 |      |
| 대석교                |                                      | 양평군 | 강상면 |      |
| 희망교                |                                      | 양평군 | 강상면 |      |
| 강여로와 직결         |                                      |        |        |      |

## 주요 건물및 시설
- SK에너지 신덕주유소 (강남로 78/운심리 173)
- 강하약국 (강남로 118/운심리 243-1)
- CU 양평강하점 (강남로 137/운심리 86-3)
- S-OIL 강하주유소 (강남로 289/전수리 1025-4)
- CU  양평전수리점 (강남로 350/전수리 555-1)
- SK에너지 대성주유소 (강남로 682/병산리 1058-2)
- SK에너지 신덕주유소 (강남로 709/병산리 1025)
- 병산1리마을회관 (강남로 756/병산리 88)
- CU 양평한전점 (강남로 931/병산리 29-3)
- HD현대오일뱅크 늘푸른주유소 (강남로 938/병산리 72)
- 교평3리마을회관 (강남로 960/송학리 173-1)
- 농협 양평농협 강상지점 (강남로 1026/교평리 478-7)
- 농협 양평농협 하나로마트 강상점 (강남로 1026/교평리 478-7)
- CU 양평강상점 (강남로 1036/교평리 477-4)